# Читипа (город)
Читипа (англ. Chitipa) — небольшой город в малавийском Северном регионе. Является административным центром одноимённого округа. Население — 17743 чел. (по переписи 2018 года).

## История
Читипа расположен на крайнем северо-западе Малави на высоте 1200 метров недалеко от границ Танзании и Замбии. Через город проходит гравийная дорога из Каронги к Tanzam Highway (Великой Северной дороге) идущей из столице Замбии Лусаки до крупнейшего города Танзании Дар-эс-Салама.
Район простирается от севера плато Ньика через горы на север до границы с Танзанией и от склона Каронги на востоке до границы с Замбией. Отсутствуют асфальтированные дороги. В сезон дождей возникают трудности с доставкой. В городе есть взлетно-посадочная полоса, больница на 100 коек, начальные и средние школы с интернатом, еженедельный рынок, супермаркет, почтовое отделение и банк.
Читипа принадлежал древнему королевству Нгонде. Его представители до сих пор селятся в этой области до Каронги. Во время британского колониального периода место называлось Форт-Хилл.
Проблемы Читипы включают вырубку близлежащих гор, холмов Мафинга на юге и холмов Мисуку на востоке. Лесной покров настолько истончился, что в результате этого возникли оползни, а в засушливый сезон высыхают родники. Методы ведения сельского хозяйства здесь считаются устаревшими даже для Малави. Не хватает искусственных удобрений, хороших семян, транспорта и даже простого орошения. Читипа, наряду с Нчиси и Нсандже, является одним из районов с наибольшим количеством глиняных домов. Их крыши не из обожженной черепицы и не из листового металла, как в других регионах страны.

## Известные люди
Джеймс Мбове Ниондо (1968—2015) — филантроп, юрист, кандидат в президенты.

## Население
| Год  | Население |
| ---- | --------- |
| 1987 | 4925      |
| 1998 | 7636      |
| 2008 | 14753     |
| 2018 | 17743     |